# ZK 120T

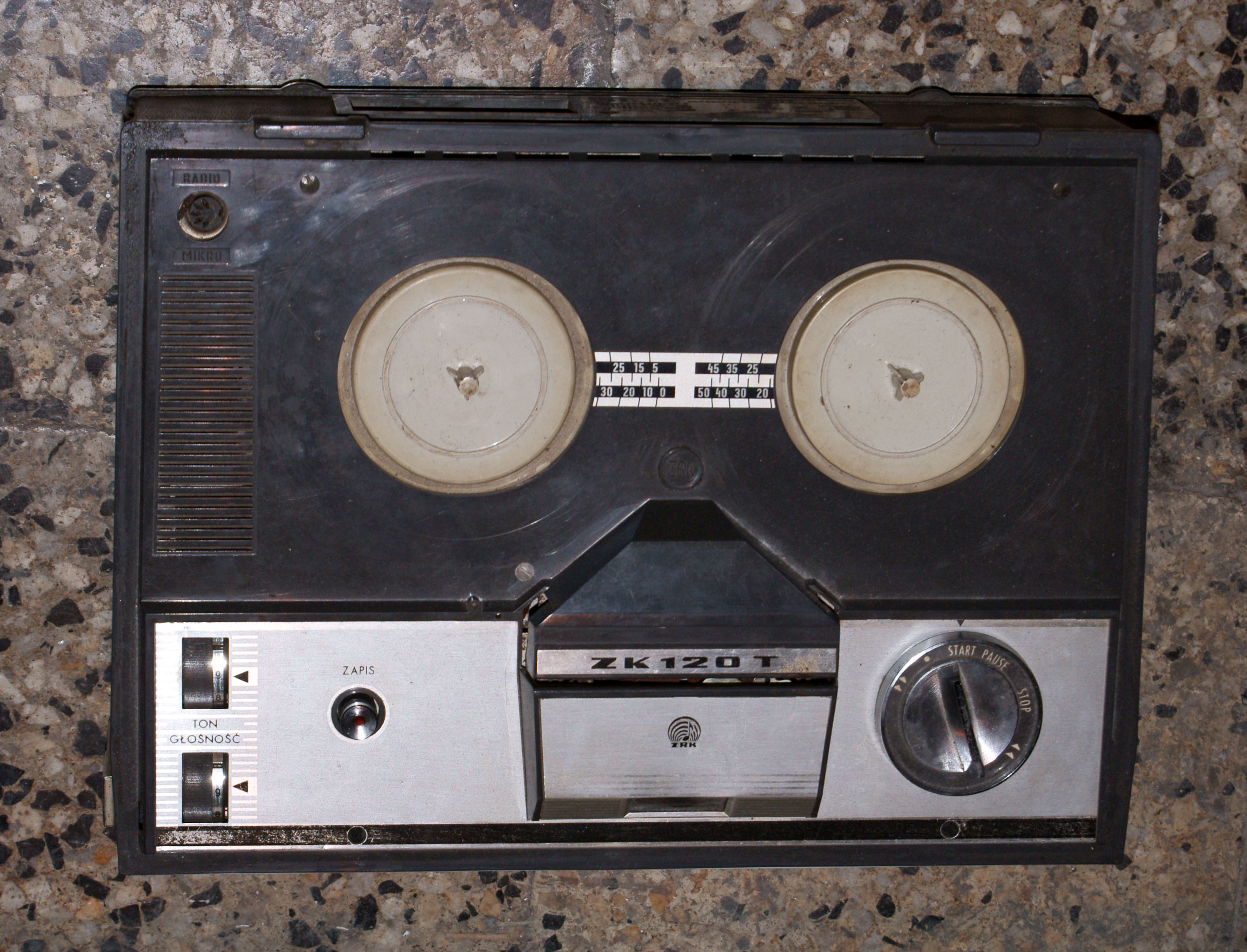
Magnetofon ZK 120T

ZK-120T – dwuścieżkowy, monofoniczny, tranzystorowy magnetofon szpulowy, produkowany przez Zakłady Radiowe im. M. Kasprzaka w Warszawie na licencji niemieckiej firmy Grundig, przystosowany do zasilania z sieci prądu zmiennego 220 V; 50 Hz. Umożliwia odtwarzanie taśmy magnetofonowej przez wewnętrzny głośnik, bądź podłączenie zewnętrznego 4-omowego głośnika; zapis dźwięku z mikrofonu, odbiornika radiowego lub telewizyjnego; szybkie przewijanie taśmy. Magnetofon posiada regulację głośności sprzężoną z wyłącznikiem sieciowym oraz regulację barwy dźwięku. Niektóre egzemplarze nie zostały wyposażone w licznik taśmy (zamiast niego, stosuje się skalę umieszczoną w okolicy szpul). Produkcja ruszyła w ZRK w 1970 roku, na licencji Grundiga (model TK-120).